# NGC 1791
NGC 1791 ist die Bezeichnung eines offenen Sternhaufens im Sternbild Mensa. Das Objekt wurde am 16. Dezember 1835 von John Herschel entdeckt.